# Marian Adolf
Marian Thomas Adolf (* 1974 in Wien) ist ein österreichischer Medien- und Kommunikationswissenschaftler.

## Werdegang
Marian Adolf belegte ein Studium der Publizistik- und Kommunikationswissenschaft und Politikwissenschaft an der Universität Wien und der Universität Karlstad (Schweden). Von 2002 bis 2006 war Adolf wissenschaftlicher Mitarbeiter am Institut für Publizistik- und Kommunikationswissenschaft der Universität Wien. Ab 2006 war er Post-Doc am Karl Mannheim-Lehrstuhl für Kulturwissenschaft bei Nico Stehr an der Zeppelin Universität in Friedrichshafen. Ebendort hatte er ab 2010 eine Juniorprofessur für Medienkultur inne und war von 2015 bis 2021 Inhaber des gleichnamigen Lehrstuhls. Zudem wirkte er als Gastprofessor an der Alpen-Adria-Universität Klagenfurt sowie an der Quest University in British Columbia, Kanada und lehrte regelmäßig an der Universität Innsbruck. Seit 2022 leitet Adolf als Professor der Fachhochschule Wien der WKW die Bemühungen für den Aufbau eines Forschungsbereichs des dortigen Departments of Communication.

## Forschung
Adolfs Arbeiten beschäftigen sich mit dem Zusammenhang von Medien- und Gesellschaftswandel. In seiner Dissertation setzte er sich mit einer Bestandsaufnahme und Erneuerung der Kritischen Theorie auseinander und unternimmt den Versuch sie mit jüngeren Strömungen der Cultural Studies zu einem Konzept der Medienkultur zu versöhnen. Im Rahmen der Debatte um die zentrale Rolle von Medien und Medienkommunikation in der Gegenwartsgesellschaft als Mediengesellschaft schlägt Adolf mit dem Begriff der Medienkultur einen kritisch-kulturalistischen Zugang zur Bedeutung der Medien vor.
Ein weiterer Schwerpunkt seiner Publikationen ist die Theorie der Öffentlichkeit, insbesondere der Wandel der Öffentlichkeit unter den Bedingungen der digitalen Medienumwelt. Weitere Schwerpunkte der Forschung sind die Mediatisierung kommunikativen Handelns und die Ideologie und soziotechnische Anwendung von Big Data.
In zahlreichen Publikationen, oftmals in Zusammenarbeit mit dem deutschen Soziologen und Gesellschaftstheoretiker Nico Stehr, widmet sich Marian Adolf der Rolle des Wissens in der modernen Gesellschaft sowie der Moralisierung der Märkte.

## Werke (Auswahl)
- Marian Adolf, Nico Stehr: Pioneer in the Theory of Society and Knowledge. Cham: Springer International 2018. ISBN 978-3-319-76995-0
- Christian Katzenbach, Christian Pentzold,  Marian Adolf u. a. (Hrsg.): Neue Komplexitäten für Kommunikationsforschung und Medienanalyse: Analytische Zugänge und empirische Studien. Digital Communication Research-Series, 2018. ISSN 2198-7610.
- Marian Adolf, Nico Stehr: Knowledge. Key Ideas Series. 2., überarb. u. erg. Aufl. London, New York: Routledge 2017.
- Olaf Jandura, Manuel Wendelin, Marian Adolf, Jeffrey Wimmer (Hrsg.): Medien zwischen Integration und Diversifikation. Medien und gesellschaftlicher Zusammenhalt im digitalen Zeitalter. Wiesbaden: Springer 2017. ISBN 978-3-658-15031-0
- Nico Stehr, Marian Adolf: Ist Wissen Macht? Erkenntnisse über Wissen.  Weilerswist: Velbrück Wissenschaft. ISBN 978-3-84527738-7
- Marian Adolf, Nico Stehr: Knowledge. Key Ideas Series. London, New York: Routledge 2014.
- Marian Adolf: Die Unverstandene Kultur. Perspektiven einer kritischen Theorie der Mediengesellschaft. Bielefeld: Transcript Verlag 2006.